# 克里斯多夫·戴維斯

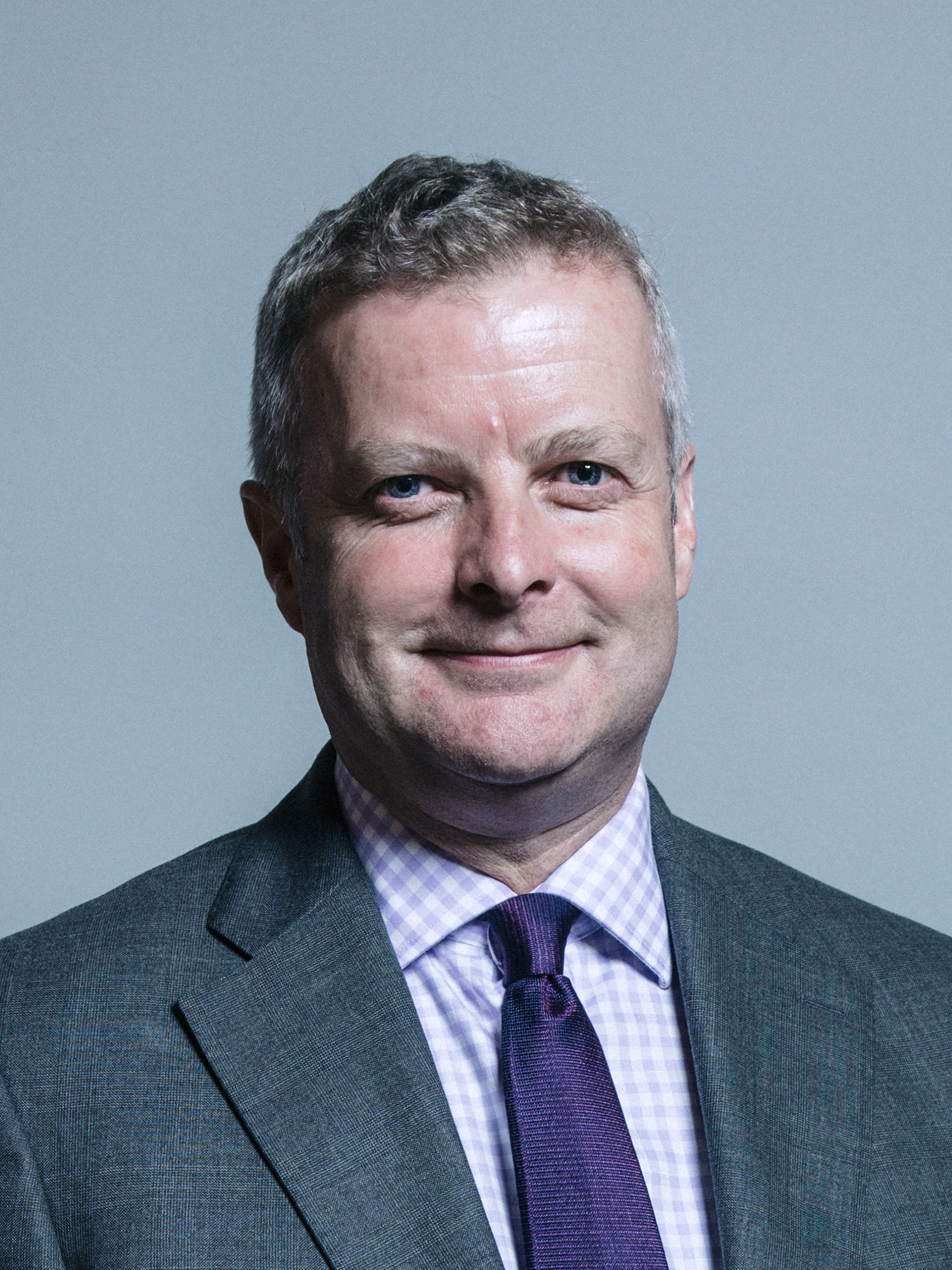

克里斯多夫·戴維斯（英語：Christopher Davies，1967年8月18日—）是一位威爾斯政治人物，他的黨籍是保守黨。自2015年開始，他擔任布雷肯和拉德諾郡選區選出的英國下議院議員，至2019年在對他罷免選舉觸發的補選中爭取連任失敗，失去議席。